# Тюрбе-мавзолей (Бихач)

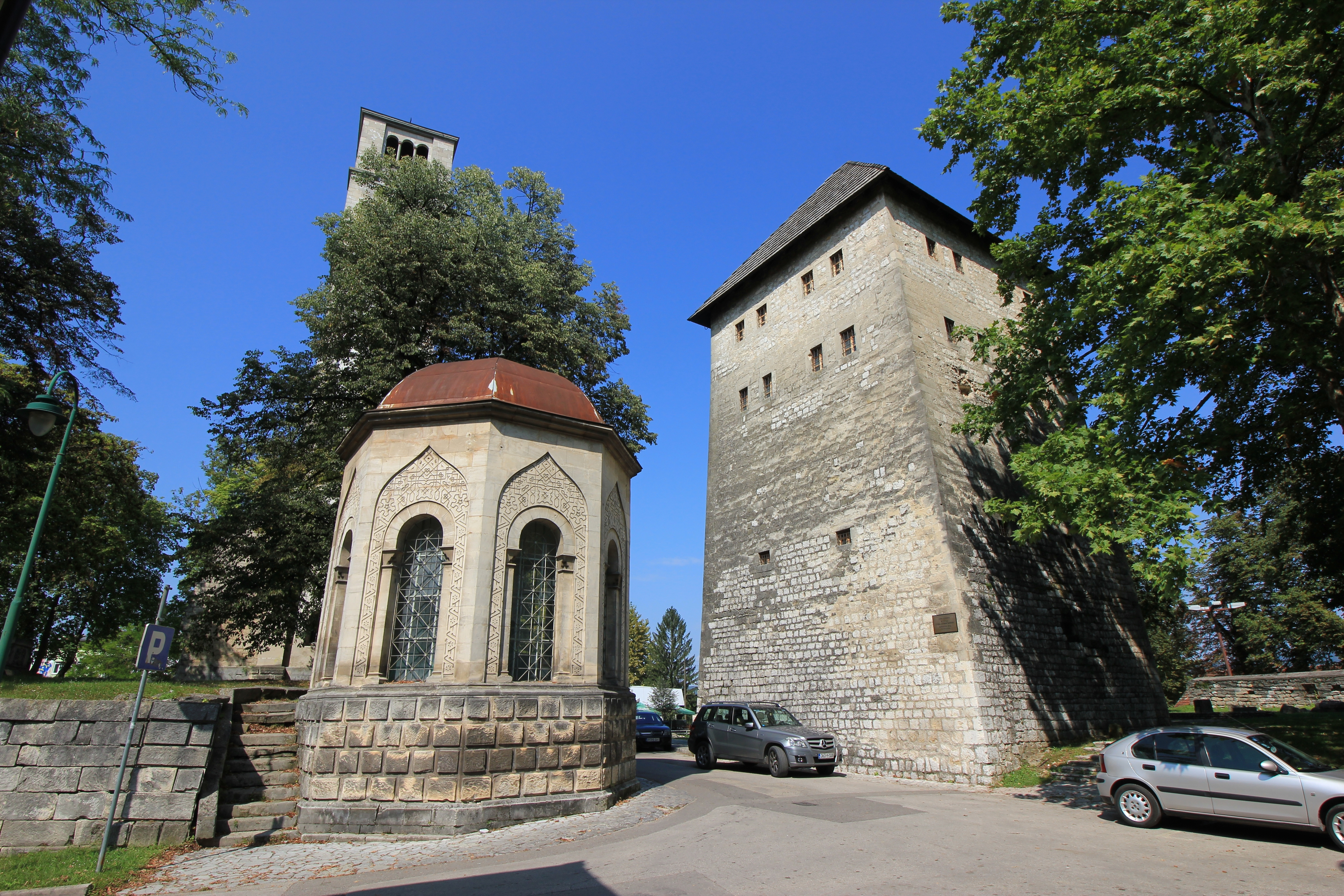
Тюрбе-мавзолей та Капітанська вежа

Тюрбе-мавзоле́й (босн. Turbe – mauzolej) — тюрбе (різновид ісламського мавзолею) в Бихачі (Боснія і Герцеговина), побудований у період австро-угорської окупації Боснії і Герцеговини на знак поваги до захисників міста, загиблих у боротьбі з австро-угорськими військами.

## Історія
Рішенням Берлінського конгресу в червні 1878 року Австро-Угорщина отримала право на окупацію Боснії і Герцеговини. Коли австро-угорська армія почала реалізовувати це рішення, їй знадобилося кілька місяців, щоб придушити опір, особливо мусульманського населення. Бої під стінами Бихача почалися 7 вересня, і лише за 12 днів захисники міста були змушені капітулювати. Падіння Бихача збентежило захисників інших міст Боснійської Країни, тому вони здалися переважно без будь-якого серйозного опору, за винятком Великої Кладуші і Печиграда, які боролися проти окупантів до жовтня 1878 року.
Тюрбе-мавзолей зведено на знак пошани до загиблих оборонців міста, які загинули в боротьбі з австро-угорськими військами. Спочатку він був дерев'яним, але 1890 року на його місці побудовано церкву, і австро-угорська влада, аби заручитися підтримкою мусульманського населення Бихача, веліла звести нинішнє тюрбе власним коштом. Однак деякі джерела датують цей мавзолей часом османського панування.
Ця винятково сакральна пам'ятка постраждала під час Боснійської війни 1990-х років, але згодом її відремонтовано і нині вона є важливим символом боснійської культурної спадщини в регіоні.

## Опис
Будівля тюрбе-мавзолею має восьмикутну основу, а вінчає її купол. Краї стін рівні, довжина кожної з них становить 2,6 метра. Стіни складаються із суміші каменю та цегли, а весь зовнішній фасад тюрбе оздоблено біхацитовим каменем, дуже м'яким та легким місцевим вапняком. Тюрбе оперізує горизонтальний профільований кам'яний карниз, що виступає на 35 см із площини стіни, на який спираються нижні краї вікна. Зона над карнизом дещо більша від нижньої і становить близько 2/3 від висоти всієї будівлі без купола.
Склепінчастий купол тюрбе покрито оцинкованими металевими листами. Верхню частину купола складено з рівно витесаних квадратних блоків біхацитового каменю, покладених рівномірно, а нижня зона складається з грубо оброблених кам'яних блоків, розташованих у чотирьох горизонтальних рядах із яскраво вираженими швами.

### Інтер'єр

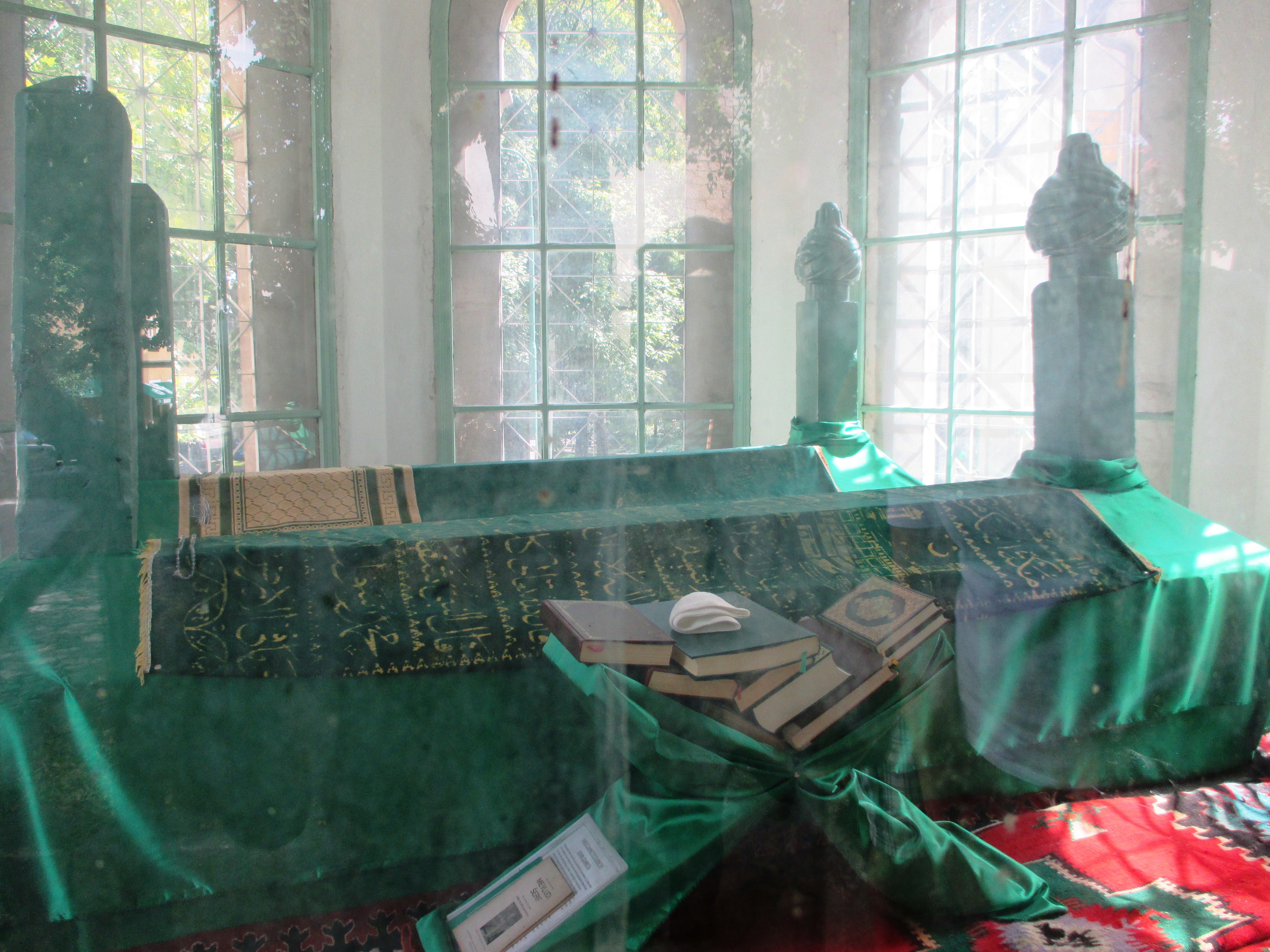
Інтер'єр тюрбе в Бихачі

Усередині тюрбе розташовано дві дерев'яні гробниці, кожна з яких складається зі саркофага з надгробком. Ні на самій тюрбе, ні на надгробках немає написів, їх прикрашають численні візерунки у вигляді переплетених стрічок.

## Національна пам'ятка
Історичну будівлю «Тюрбе-мавзолей у Бихачі» Комісія зі збереження національних пам'яток Боснії і Герцеговини оголосила національною пам'яткою Боснії і Герцеговини.